# 金沢電気瓦斯
金沢電気瓦斯株式会社（金澤電氣瓦斯株式會社、かなざわでんきガスかぶしきがいしゃ）は、明治後期から大正にかけて存在した日本の電力会社である。北陸電力送配電管内にかつて存在した事業者の一つ。
本社は石川県金沢市。1898年（明治31年）の会社設立から10年間は金沢電気株式会社（かなざわでんき）と称した。1900年（明治33年）に開業し、石川県下最大の電力会社に発展するものの、1921年（大正10年）に事業の大部分を金沢市、一部を金沢電気軌道へと譲渡して解散した。
社名にある通り、1908年（明治41年）からは都市ガス供給事業を兼営していた。こちらは金沢市に引き継がれ、市営ガス供給事業として続いている。

## 沿革

### 計画から発足まで
1893年（明治26年）10月、金沢市内の「戎座」にて、小型発電機によって電灯がともされた。これは歌舞伎役者実川勇次郎の一座が行った演劇に用いられたもので、名古屋市で4年前に開業していた名古屋電灯の出張点火事業を利用していた。これが石川県のみならず北陸地方で最初の電灯点灯事例とされる。翌1894年（明治27年）には、東京電灯の技師が5月の富山市に続いて設備を携えて金沢市を訪れ、7月から8月にかけて開催された第5回関西府県連合共進会の会場（兼六園・尾山神社）にてアーク灯と電灯を点火した。
共進会会場での点灯費用は当時の「金沢電灯」発起人と市ならびに県が3分の1ずつ負担していた。この「金沢電灯」というのは、江戸時代から続く菓子商「森八」の当主12代森下八左衛門らが計画していた会社である。1893年6月6日に県に対し火力発電による電灯供給事業を出願し、同年9月8日にその認可を得ていた。認可後、11月に火力発電ではなく水力発電を電源とする方針に転換、犀川から取水する寺津用水での発電所建設を取り決めた。こうした準備の中での共進会での点灯は事業の宣伝の意味があったとみられるが、1894年9月、日清戦争その他の影響で事業中止が決まった。
「金沢電灯」頓挫の一方で、旧加賀藩の士族で殖産興業政策に積極的であった当時の金沢市長長谷川準也は市営による電気事業を企画していた。そもそも森下らの電灯事業発起が長谷川の示唆によるものだと言われ、事業中止についても長谷川の介入があったためとみられる。長谷川は16燭灯の電灯1000灯と工場用電力60馬力の需要が見込まれると主張し、技術的には金沢電灯の発電所計画を踏襲した市営発電所案を金沢市会に提出する。審議は1894年11月より始まり、東京電灯技師長藤岡市助を招いた調査の結果、電灯60馬力（16燭灯1000灯）・動力用540馬力の合計600馬力すなわち400キロワットの規模に拡大するのが適当で、発電機についても最新の三相交流発電機を輸入すべきと結論付けられ、1895年（明治28年）7月10日に600馬力の市営発電所建設と事業費15万円の市債起債が市会で可決された。
金沢市は翌1896年（明治29年）3月に内務省・大蔵省から起債許可を取得し、同年7月13日には市内を供給区域とする電気供給事業の経営許可も逓信省より得た。こうして事業準備が進むものの、日清戦争後の物価高騰で15万円では起業できなくなった。市会では起債額を22万5000円とする案が審議されたものの民営論が強くなり、1897年（明治30年）5月31日、市会は従来の関係から森下八左衛門らに計画を任せると決定した。同年11月4日、森下八左衛門ら「金沢電気」発起人への事業継承が認可される。しかし会社設立は1年ずれ込み、1898年（明治31年）11月22日にようやく創業総会が開かれ、12月28日に農商務省の設立免許が下りて金沢電気株式会社は発足した。発足時の資本金は25万円。設立に時間を要したのは恐慌期と重なり株式の払込が長期にわたったためと考えられる。創業総会直後に森下らが家政の都合で能登出身で郡長を務めた中川長吉に株式を譲渡したため、初代社長には中川が就任した。

### 開業と前田家の出資
最初の発電所、上辰巳発電所（後の辰巳発電所）は、犀川から取水する寺津用水より分水し犀川本流へ放水するまでの間に発電するというもので、石川郡犀川村大字上辰巳村（現・金沢市上辰巳町）に位置する。1898年10月に起工され、1900年（明治33年）5月23日に竣工した。当初の設備はペルトン水車2台とこれにベルトで連結されたウェスティングハウス・エレクトリック製120キロワット三相交流発電機2台であった。
発電所の完成に伴い、金沢電気は1900年6月25日に開業した。当時の金沢市は全国で9番目に人口が多く北陸最大の都市（1898年末時点）であったが、電気事業の出現は他都市に比べ遅く（ほぼ同じ人口の仙台市より6年遅い）、北陸3県でも富山市（富山電灯・1899年4月開業）、福井市（京都電灯福井支社・1899年5月開業）よりも遅くなった。こうして開業した金沢電気の電気事業は、開業初年から設立段階の想定需要であった電灯4000灯を超えており、5年後の1905年（明治38年）には2倍の9000灯まで拡大した。この間、1902年（明治35年）に発電機を1台増設している。順調な電灯需要拡大の一方、動力用電力需要を240馬力（約180キロワット）と見積もっていたが、1905年時点でも電力供給実績は63馬力に過ぎなかった。
需要が想定より少ないことから初期の金沢電気は経営不振であった。加えて社長の中川長吉の関係で能登銀行から一部資金を借り入れていたが、同銀行は1900・1901年の不況で深刻な経営危機に陥った。こうした環境悪化の対策として、金沢電気では旧加賀藩主前田侯爵家へ救済を求める。要請に応え前田家は1901年に金沢電気への出資を始め、翌1902年には小池靖一を送り込んだ。小池は加賀藩重臣長家の家臣であった家の出で、1902年1月中川に代わって2代目社長に就任した。また監査役に前田家分家の前田直行も加わった。さらに1903年（明治36年）には、旧藩重臣の家の出身者横山隆興・本多政由（本多政以の弟）が取締役に就任している。こうして旧藩関係者で固められた金沢電気は信用が向上し、経営が安定するようになった。1905年には最初の増資を実施し資本金を35万円としている。

### 電気事業の拡大

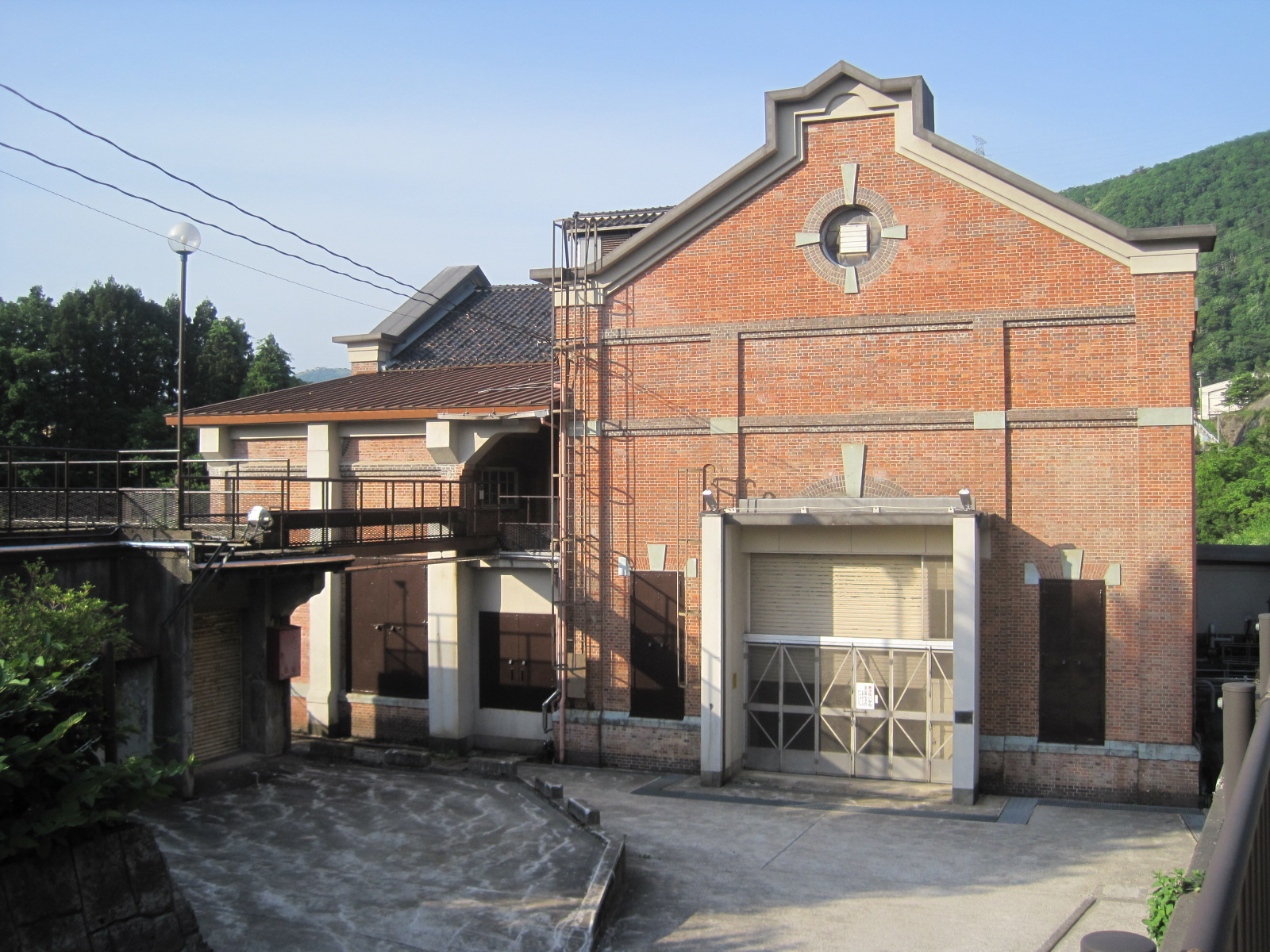
福岡第一発電所（2011年）

明治末期より、地域の主力産業である織物業で電動機の普及が急速に進んだ。従って電力供給実績は順調に拡大し、1913年（大正2年）には1,000キロワットを超えた。電灯需要も順調に伸びており、1907年に1万灯を突破、1913年には4万灯にまで拡大した。経営面では事業拡大のため増資が相次ぎ、資本金は1907年に50万円、翌年には100万円に増額、さらに1911年（明治44年）1月には200万円とされた。
こうした需要増加を踏まえ、辰巳発電所の120キロワット発電機を1906年に3台から4台へ、さらに1909年5台へと増設し発電所出力を600キロワットへと引き上げた。加えて1907年9月に金沢市から20キロメートルほど離れた手取川に水利権を取得し、1908年（明治41年）11月石川郡河内村大字福岡（現・白山市河内町福岡）にて新発電所建設に着手、1911年4月に完成させた。これが福岡発電所、後の福岡第一発電所である。発電所出力は当初1,600キロワットであったが、翌年に2組あった水車・発電機が1組増設され2,400キロワットに引き上げられた。次いで1913年辰巳発電所の更新工事が竣工、5組の水車・発電機は2組の大型機に置き換えられ、出力が600キロワットから900キロワットへと増強された。
逓信省の資料によると、福岡発電所完成直後の1911年末時点における開業済み供給区域には金沢市と周辺地域のほか石川郡松任町（現・松任市）や鶴来町（現・白山市）が含まれる。また完成を機に能美郡小松町（現・小松市）の電力会社小松電気への電力供給も開始され、同社は自社発電所を廃止して一時的に配電専業となった。

### ガス事業の兼営
電気事業が拡大する中の1908年1月27日、定款に都市ガス供給事業を追加し、社名も金沢電気から「金沢電気瓦斯株式会社」へと変更した。
金沢市におけるガス事業は、1906年7月に名古屋市の小栗富次郎が金沢市と隣の野村を供給区域とするガス供給事業を市から認可されたのが発端である。だが小栗の手では起業できず、開業に至らぬまま権利だけが金沢電気取締役の横山隆興に回ってきた。横山は名古屋瓦斯の技師に依頼して具体的な計画を立案した上で金沢電気に兼営を持ち掛ける。提案を受けて金沢電気ではガス事業進出を決定し、社名変更後の1908年5月8日に改めてガス事業認可を取得した。
ガス事業の開業は1908年11月3日。報道によると1909年9月の時点でガスの口数は1061個で、熱用よりもガス灯の利用が多かった。ガス工場は金沢駅近くの古道町に置かれ、石炭ガス発生窯を2基備えその日産能力は6万6000立方フィートであった。5年後の1913年にはガス発生窯が1基増設され、日産能力が11万1000立方フィートへと増強された。

### 大戦景気期の電力不足
第一次世界大戦勃発後の1915年（大正4年）7月、金沢電気瓦斯は福岡第一発電所と同じ河内村内で手取川支流直海谷川を利用する福岡第二発電所の建設を決定した。工期は1年半以内の予定であったが、スイスからの水車輸送が大戦の影響で遅延し、発電所の運転開始は1918年（大正7年）1月となった。この間、大戦景気により電灯・電力ともに需要が増加しており、発電力3,300キロワットに対し電灯数は1917年時点で8万灯目前、電力供給は約1,700キロワットという規模になっていた。電灯数増加の一因には1916年10月の料金改定があり、10パーセント以上の値下げで周辺都市と同水準の料金となったことで、職工不足で取付工事が遅れるほどの申込みがあったという。また他の電気事業者への電力供給は小松電気のほか能登半島の七尾電気（後の能登電気）も加わり、福岡第二発電所完成後の1918年3月には県南部の大聖寺川水電に対しても開始されている。
需要拡大の一方、新電源の福岡第二発電所は完成が遅れた上、認可出力1,300キロワットに対し実際には平均750キロワット程度の発電に留まった。そのため1918年下期には発電余力がなくなって新規の動力需要に応じられなくなるという事態に陥る。このころから金沢では動力使用権の転売がみられるようになり、ピーク時には1馬力あたり500円余りのプレミアムが付いて売買されていたという。深刻化する電力不足対策として会社では1919年11月、昼間の動力需要家に対してそれまで認めていた午後5時（夜間電灯の供給開始時間）から7時までの供給を取りやめる方針を固めた。

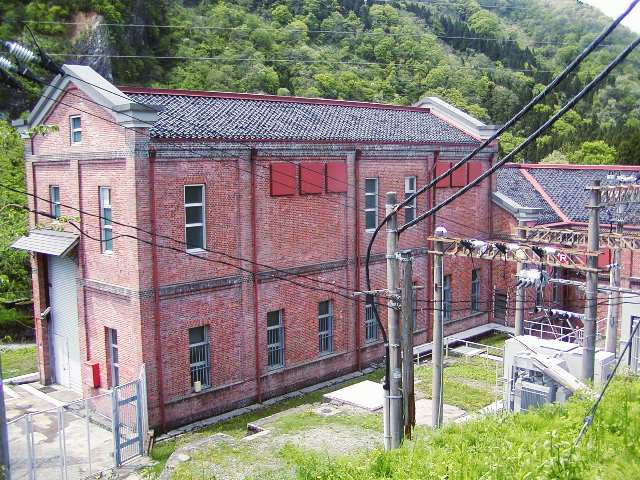
吉野第一発電所（2005年）

こうした供給不足について、会社では1916年の段階で供給不足を予見し、1917年1月には資本金を400万円へ倍額増資した上で、福岡第一発電所よりも上流、石川郡吉野谷村（現・白山市）での吉野発電所建設を決定していた。しかしながら水利権取得が競願者があって1917年11月に遅れ、運転開始も3年半後の1921年（大正10年）3月となった。工事中、金沢紡績（後の大和紡績金沢工場）および市街電車を建設中の金沢電気軌道と供給契約を締結したことから、早急に電源を確保する必要に迫られ、手取川支流瀬波川を利用する市原発電所を1920年（大正9年）1月に完成させた。だが吉野発電所の出力4,600キロワットに対し市原発電所は出力709キロワットに過ぎず、金沢紡績・金沢電気軌道への供給電力835キロワットをも下回ることから、電力不足は結局吉野発電所の完成まで継続された。
大戦景気の影響はガス事業にも及んでおり、需要増加のため1920年9月に日産能力が17万立方フィートへと増強された。大戦景気は原料石炭価格の高騰という形でガス事業に悪影響を与え、他の事業者ではガス料金の高騰がみられたが、金沢電気瓦斯では県や市の了解が得られず、1913年の値下げ改定価格から引き上げることができなかった。
1920年末時点における金沢電気瓦斯の供給実績は、電灯需要家数4万7,509戸・取付灯数12万2,077灯、電力供給5,242キロワット、ガス口数8,266個であった。

### 市営化と会社解散
石川県外の株主が過半を占める金沢電気瓦斯の経営については、以前から金沢市民より厳しい目が向けられていたが、大戦景気期の電力不足でその傾向が一層強められた。特に小松や能登など遠隔地の電力会社へ送電する一方で金沢市周辺への供給が十分でないことへの不満は大きく、会社経営に対して行政指導を求める意見が噴出した。1918年3月、金沢市会では電柱・ガス管の公道利用について会社に報償金納付を求める報償契約案が議題となる。市会は利益に応じた報償金納付を求めたが、会社側は定額制を強く主張したため非難する声が高まり、定額制案は市会で全会一致にて否決された。その後山森隆市長が上京して筆頭株主の前田家や社長の小池靖一と交渉し、結局8月市の主張に沿った報償契約が締結された。
1920年に発生した戦後恐慌は、年率1割2分の配当を継続したという意味では会社に無関係であったが、その影響で株主からの払込金徴収が滞り、吉野発電所建設費に充てるため1920年7月に50万円を徴収する計画は30万円（払込資本金300万円→330万円）に減額せざるを得なくなった。こうした状況下で、手取川で大規模電源開発を手掛ける福澤桃介系の白山水力と金沢電気瓦斯の合併話を察知した金沢市長飯尾次郎三郎（1919年5月就任）は、事業が他県資本に奪われると予期せぬ不利益があるとの認識から金沢電気瓦斯の事業市営化に乗り出す。1920年7月10日、飯尾は社長の小池に対し書面で市営化を申し入れる。すると会社側も恐慌の折であるため交渉に応ずる方針を固めた。
金沢市は会社に対し、電気事業市営化が先に実施されていた神戸市の事例に沿って、過去3年間の平均配当額の20倍にあたる金額、630万円を買収価格として提示した。一方、会社側は地方鉄道法の買収規定に沿った、過去3年間の平均利益の20倍にあたる935万円を譲渡価格として主張した。この意見の隔たりを埋めるべく、加越能郷友会の早川千吉郎や大株主である前田家・横山隆俊らが仲介に入り、その結果、買収価格を市が主張する金額とするが、原案の6分利付き市債交付による買収ではなく7分利付き90円替えの市債を交付する、という形で妥協が成立した。1921年（大正10年）5月27日、買収契約が締結され、6月14日に会社の株主総会および金沢市会において買収契約が可決された。
1921年10月1日、金沢電気瓦斯から金沢市に対する電気・ガス供給事業の引き継ぎが実施された。これをもって市営電気供給事業ならびに市営ガス供給事業が成立する。事業にあたる部署として金沢市電気局が組織された。同日付で市は額面価格939万4800円の市債を発行し、うち663万3700円を会社に交付している。この市営化に際し、金沢市外の郡部地域における電気供給事業は市営化の対象から外されていたため、これについては金沢電気軌道へと売却された。こうして金沢市ならびに金沢電気軌道へ事業を譲渡した金沢電気瓦斯は、1日付で解散した。

### 年表
- 1893年（明治26年）
  - 9月8日 - 「金沢電灯」発起人に対し電灯供給事業認可。
- 1895年（明治28年）
  - 7月10日 - 金沢市会、金沢電灯の計画を踏襲した市営発電所建設計画を可決。
- 1896年（明治29年）
  - 7月13日 - 金沢市に対し電気供給事業許可。
- 1897年（明治30年）
  - 5月31日 - 金沢市会、旧金沢電灯発起人に電気事業計画を委譲すると決定。
  - 11月4日 - 金沢市から「金沢電気」発起人に対する事業継承許可。
- 1898年（明治31年）
  - 11月22日 - 金沢電気創業総会開催。
  - 12月28日 - 農商務省より設立免許が下り、金沢電気株式会社発足。
- 1900年（明治33年）
  - 5月23日 - 上辰巳発電所（後の辰巳発電所）竣工。
  - 6月25日 - 電気供給事業開業。
- 1908年（明治41年）
  - 1月27日 - 金沢電気瓦斯株式会社へ社名変更。
  - 11月3日 - ガス供給事業開業。
- 1911年（明治44年）
  - 4月14日 - 福岡発電所（後の福岡第一発電所）運転開始。
- 1918年（大正7年）
  - 1月28日 - 福岡第二発電所運転開始。
- 1920年（大正9年）
  - 2月3日 - 市原発電所運転開始。
  - 6月2日 - 鶴来町における事業を町が引き継ぎ鶴来町営電気供給事業開業。
  - 7月10日 - 金沢市が会社に対し事業買収の意向を通知。
- 1921年（大正10年）
  - 3月9日 - 吉野発電所運転開始。
  - 5月27日 - 金沢市との間で事業譲渡契約を締結。
  - 6月14日 - 株主総会・金沢市会にて事業譲渡契約承認。
  - 10月1日 - 金沢市による事業買収実施、金沢市営電気供給事業・ガス供給事業が成立。郡部地域の電気供給事業は金沢電気軌道へ売却。同時に金沢電気瓦斯は解散。

## 供給区域
1921年（大正10年）6月末時点における金沢電気瓦斯の電灯・電力供給区域は以下の通り。区域はすべて石川県内である。
| 市部 （1市）      | 金沢市 |
| 河北郡 （3村）    | 小坂村（一部）・川北村（現・金沢市）、 内灘村（現・内灘町） |
| 石川郡 （35町村） | 弓取村・鞍月村・潟津村・粟崎村・大野町・金石町・大野村・二塚村・戸板村・米丸村・三馬村・額村・富樫村・野村（一部）・崎浦村・犀川村（一部）（現・金沢市）、押野村（現・金沢市・野々市市） 野々市村・富奥村（現・野々市市）、郷村（現・野々市市・白山市）、 松任町・中奥村・旭村（一部）・出城村（一部）・一木村・宮保村・笠間村・柏野村・福留村・比楽島村・蝶屋村・美川町・蔵山村・河内村・吉野谷村（一部）（現・白山市） |
| 能美郡 （11村）   | 湊村・鳥越村（一部）（現・白山市）、 川北村（一部）（現・川北町）、 根上村・吉田村・粟生村・久常村・寺井野村・山上村（現・能美市）、 国府村（現・小松市・能美市）、中海村（現・小松市） |

上記地域のほか、電力会社・電鉄会社への供給先として鶴来町営（50キロワット）・向島電気（60キロワット）・小松電気（250キロワット）・同社津幡支社（150キロワット）・大聖寺川水電（120キロワット）・能登電気（680キロワット）・金沢電気軌道（375キロワット）・金石電気鉄道（75キロワット）があった。そのうち鶴来町営の電気供給事業は、町内における金沢電気瓦斯の事業を町が買収し、1920年6月に開業したものである。

## 発電所一覧
金沢電気瓦斯が建設した発電所は以下の通り。
| 発電所名 | 種別 | 出力 (kW)               | 所在地・河川名                                            | 運転開始  | 備考                   |
| -------- | ---- | ----------------------- | --------------------------------------------------------- | --------- | ---------------------- |
| 辰巳     | 水力 | 240 →360 →480 →600 →900 | 石川郡犀川村（現・金沢市） （河川名：犀川）               | 1900年6月 | 1969年4月廃止          |
| 市原     | 水力 | 709                     | 石川郡吉野谷村（現・白山市） （河川名：手取川水系瀬波川） | 1920年2月 | 現・北電市原発電所     |
| 吉野     | 水力 | 4,000 →4,600            | 石川郡吉野谷村（現・白山市） （河川名：手取川）           | 1921年3月 | 現・北電吉野第一発電所 |
| 福岡第一 | 水力 | 1,600 →2,400            | 石川郡河内村（現・白山市） （河川名：手取川）             | 1911年4月 | 現・北電福岡第一発電所 |
| 福岡第二 | 水力 | 1,300                   | 石川郡河内村（現・白山市） （河川名：手取川水系直海谷川） | 1918年1月 | 1975年7月廃止          |